# 橋本博治
橋本 博治（はしもと ひろじ、1930年1月6日 - 2010年2月22日）は、日本の経営者、工学博士で、日立電線社長、会長を務めた。

## 来歴・人物
北海道旭川市出身。海軍兵学校を経て、1952年に北海道大学工学部電気工学科を卒業し、同年4月に日立製作所に入社した。
1956年に日立電線に転じ、1977年6月に取締役に就任、1981年6月に常務、1982年6月に専務を経て、1983年6月に副社長に就任し、1985年6月には社長に昇格。1995年6月に会長を経て、1999年6月には相談役に就任。
1993年4月に藍綬褒章を受章し、2000年11月に勲二等瑞宝章を受章。
2010年2月22日肺炎で死去。80歳没。